# الكولة (رحاب)

تعديل مصدري - تعديل

الكولة  هي إحدى حارات مدينة رحاب بمحافظة إب، بلغ تعداد سكانها 175 نسمة حسب تعداد اليمن لعام 2004.